# Alchemilla pycnotricha
Alchemilla pycnotricha är en rosväxtart som beskrevs av Sergei Vasilievich Juzepczuk. Alchemilla pycnotricha ingår i släktet daggkåpor, och familjen rosväxter. Inga underarter finns listade i Catalogue of Life.